# Šentjungert
Šentjungert este o localitate din comuna Celje, Slovenia, cu o populație de 114 locuitori.